# هيو ماكلولين (لاعب كرة قدم)
هيو ماكلولين (بالإنجليزية: Hugh McLaughlin)‏ هو لاعب كرة قدم بريطاني في مركز نصف الجناح، ولد في 2 سبتمبر 1943 في غلاسكو في المملكة المتحدة. لعب مع إبسفليت يونايتد ونادي برينتفورد.